# Mozilla Calendar
Mozilla Calendar est une extension pour Firefox et Thunderbird, fournissant un service de calendrier. Son développement fut arrêté faute de développeurs et de fonds, mais la Fondation Mozilla a relancé le projet.
Celui-ci comprend à présent le développement de deux logiciels :
- Mozilla Sunbird, un logiciel à part entière (abandonné)
- Mozilla Lightning, une extension pour Thunderbird et SeaMonkey.